# Nagada III
Nagada III – kultura archeologiczna, rozwijająca się w starożytnym Egipcie od ok. 3200 do ok. 2700 p.n.e. W okresie tym wyróżniane są 4 podokresy:
- Faza IIIA – dawniej zaliczana do tzw. późnej kultury gerzeńskiej. Z tego okresu pochodzą bogate groby z Abydos, świadczące o pojawieniu się pierwszych władców.
- Faza IIIB – zwana również okresem protodynastycznym, w której następuje przejście do czasów historycznych – pojawiają się pierwsze serechy – tablice podzielone na dwie części, górną zawierającą imię władcy i dolną z przedstawieniem pałacu.
- Faza IIIC – obejmuje panowanie pierwszych dwóch dynastii – 0 i I.
- Faza IIID – obejmuje panowanie II dynastii.

Okres ten charakteryzowało przenoszenie osadnictwa z obszarów pustynnych w pobliże Nilu oraz ekspansja na północ. Rozwinął się również handel z państwami ościennymi – w największym zakresie z Palestyną. W okresie tym postępuje również zanik narzędzi i naczyń kamiennych zastępowanych przez narzędzia metalowe i naczynia gliniane.
Najważniejsze stanowiska archeologiczne znajdują się w Abusir el-Melek, Abydos, Buto, Elefantynie, Elkab, Heluan, Hierakonpolis, Minszar Abu Omar, Sakkarze, Tura oraz Tarchan.